# Guillaume O'Meara
Pour les articles homonymes, voir O’Meara.
Guillaume O’Meara, né le 1er novembre 1764 à Dunkerque (Nord), mort le 11 janvier 1828 à Strasbourg (Bas-Rhin), est un général français de la Révolution et de l’Empire.
Il est le frère du général Thomas O'Meara (1750-1819).

## États de service
Il entre en service en 1770, comme cadet dans le Régiment de Clare, et il passe sous-lieutenant le 9 mai 1778, au régiment de Berwick, lieutenant en second provisoire en mai 1782, par le gouverneur général des colonies françaises des îles du Vent François Claude de Bouillé, et confirmé dans son grade en 1783.
Il est nommé lieutenant en premier en 1787, capitaine en 1790, et il émigre en 1791. Il sert de 1791 à 1794, dans l’armée des princes, et il est fait chevalier de Saint-Louis en 1793. De 1794 à 1797, il combat dans l’armée anglaise, et il est autorisé à rentrer en France à la suite de l'amnistie de 1802. 
Il est affecté le 18 février 1804, comme capitaine, dans la Légion irlandaise, puis le 26 décembre 1804, il devient aide de camp du général Clarke. Le 9 mars 1805, il est promu major au régiment d'Isembourg, et le 6 janvier 1807, il est nommé colonel commandant ce même régiment. Le 12 janvier 1808, il prend les fonctions d’aide de camp du maréchal Lannes, et il est fait chevalier de la Légion d’honneur le 27 octobre 1808.
En 1809, il participe à la campagne d’Autriche, et il est blessé à la bataille d’Essling le 22 mai 1809. Il est élevé au grade d’officier de la Légion d’honneur le 18 juillet 1809, et il est créé baron de l’Empire le 15 août suivant. Le 7 mai 1812, il est désigné comme commandant de la place de Magdebourg, et il est promu général de brigade le 13 juillet 1813, commandant la 1re brigade de la 21e division du 1er corps d’armée. Il est fait prisonnier le 8 octobre 1813.
De retour en France en juin 1814, il est mis en non-activité le 1er septembre suivant.
Il meurt le 11 janvier 1828, à Strasbourg.

## Dotation
- Le 8 septembre 1808, donataire d’une rente de 8 000 francs sur le Trasimène et en Hanovre.

## Armoiries
| Figure | Nom du baron et blasonnement |
| ------ | --- |
|        | Armes du baron Guillaume O'Meara et de l'Empire, décret du 15 août 1809, lettres patentes du 14 avril 1810, officier de la Légion d'honneur D'argent à trois léopards l'un sur l'autre de sable à l'orle de huit croissants de gueules; parti d'azur au pélican et sa piété d'or ; franc quartier des barons tirés de l'armée - Livrées : les couleurs de l'écu. |

## Sources
- (en) « Generals Who Served in the French Army during the Period 1789 - 1814: Eberle to Exelmans »
- Thierry Pouliquen, « Les généraux français et étrangers ayant servis [sic] dans la Grande Armée » (consulté le 15 août 2014)
- « La noblesse d’Empire » (consulté le 15 août 2014)
- (pl) « Napoléon.org.pl »
- « Cote LH/2018/28 », base Léonore, ministère français de la Culture
- Vicomte Révérend, Armorial du Premier Empire, tome 3, Honoré Champion, libraire, Paris, 1897, p. 337.